# Annick Le Thomas
Annick Francoise Marie Hommay (* 21. Juni 1936 in Montfort-sur-Meu, Département Ille-et-Vilaine; † 18. September 2024 in Saint-Malo, Département Ille-et-Vilaine) war eine französische Botanikerin. Sie war eine anerkannte Wissenschaftlerin auf dem Gebiet der Pollenanalyse und eine Expertin für die Familie der Annonengewächse (Annonaceae). Ihr botanisches Autorenkürzel lautet „Le Thomas“.

## Leben
Thomas war von 1962 bis 1972 Redakteurin bei der Zeitschrift Adansonia, dem internationalen botanischen Journal des Muséum national d’histoire naturelle. In den 1970er Jahren gründete sie eine der beiden Pollensammlungen (Palynotheken) des Muséum national d’histoire naturelle. 1972 wurde sie Direktorin des Laboratoire d’Evolution des Plantes an der École pratique des hautes études (EPHE). 1978 wurde sie mit der Dissertation Interpretation phylogénique des angiospermes primitives à la lumière des caractères ultrastructuraux du pollen des annonacées africaines an der Universität Montpellier II zum Doktor promoviert. 1983 wurde sie Leiterin des Laboratoriums für Biologie und Evolution der Gefäßpflanzen an der EPHE. 1983 wurde sie Präsidentin der Association de Palynologues de Langue Française. 1985 war sie Repräsentantin bei der International Union of Biological Sciences (IUBS). 1985 wurde sie Vizepräsidentin und im Jahr 2000 Präsidentin der International Federation of Palynological Sciences (IFPS).
Le Thomas fungierte als Expertin für die Bewertung der Royal Botanical Gardens, Kew, in England. In der Palynologie, der wissenschaftlichen Untersuchung von Pollenkörnern, hat sie sich vor allem mit der Morphologie und der Ultra-Struktur in mehreren Familien der Bedecktsamer, wie den Schwertliliengewächsen und den Annonengewächsen beschäftigt. Zu dieser Familie wurde 1980/81 ein zweiteiliger Artikel von ihr in der Zeitschrift Pollen et spores veröffentlicht. Le Thomas vertrat die Ansicht, dass die sehr speziellen Formen, die sie in dieser Familie entdeckte, sehr ursprünglich sein müssten und die Annonaceae somit an der evolutionären Basis der Bedecktsamer stünden. Ihre Arbeiten zu den Annonengewächsen führten sie nach Afrika (vor allem nach Gabun) und Madagaskar, wo sie zahlreiche Studenten ausbildete. 
Le Thomas war verwitwet und hatte zwei Kinder und fünf Enkelkinder. Sie starb am 18. September 2024 in Saint-Malo im Alter von 88 Jahren.

## Dedikationsnamen
A. K. van Setten und Paulus Johannes Maria Maas benannten 1990 die Gattung Annickia aus der Familie der Annonengewächse zu Ehren von Annick Le Thomas.